# KVV Heusden-Zolder
ne doit pas être confondu avec le K Beringen Heusden-Zolder SK, club radié en 2006
Maillots
Dernière mise à jour : 4 août 2017.
Le Koninklijke Voetbalvereniging Heusden-Zolder est un club belge de football basé à Heusden-Zolder. Porteur du matricule 5894, le club porte les couleurs vert et jaune. Après avoir évolué durant 12 saisons en Promotion, le quatrième niveau national, le club chute dans la hiérarchie et évolue en 2017-2018 en troisième provinciale limbourgeoise.

## Histoire
Le 20 février 1956, le club est fondé sous le nom de Hal Sport Heusden. Il s'affilie le 15 mar sà l'URBSFA qui lui attribue le matricule 5894. Le club est versé dans les séries provinciales limbourgeoises. Le 1er juillet 1990, le club adapte sa dénomination officielle et devient le Berkenbos Voetvalvereniging Heusden. 
En 1992, le club remporte le titre de deuxième provinciale et accède à la première provinciale. Un an plus tard, il fusionne avec le Football Club Palermo Lady's Heusden, une équipe féminine créée le 1er mai 1977 et affiliée à l'Union Belge le 31 mars 1983. Ce club portait le matricule 8885 et devient la section féminine du Berkenbos VV Heusden, son matricule étant dès lors radié. Le club obtient des résultats en dents de scie, terminant tantôt dans le subtop, tantôt juste au-dessus de la relégation. Finalement, en 1999, il remporte le titre provincial et est promu pour la première fois de son histoire en Promotion, le quatrième niveau national.
Après deux bonnes saisons conclues dans la première moitié du classement, le club a plus de difficultés durant le championnat 2001-2002 qu'il termine en position de barragiste. Battu par le R. ACS Couillet (3-0), le club est renvoyé au tour final interprovincial. Il élimine d'abord l'Entente Houffalize (2-1) mais s'incline ensuite contre La Calamine au terme d'un match spectaculaire (4-4) ponctué d'une séance de tirs au but (3-4). Normalement relégué, le club est repêché grâce à la fusion entraînant la création d'Oud-Heverlee Louvain, qui a libéré une place supplémentaire dans les divisions nationales. Le club vit ensuite deux saisons relativement calmes mais il est de nouveau mêlé à la lutte pour le maintien en 2004-2005. En fin de saison, le club termine à la douzième place, à égalité parfaite de points et de victoires avec le Tempo Overijse. Un match d'appui est organisé pour les départager et voir la victoire du Berkenbos VV Heusden un but à zéro, ce qui lui permet d'assurer directement son maintien.
La saison suivante est bien meilleure pour le club, qui obtient son meilleur classement avec une quatrième place. Malheureusement, en raison du gain de la deuxième tranche par le Racing Mol-Wezel, cinquième du classement général, il n'est pas qualifié pour le tour final. En mars, il est reconnu « Société Royale » à l'occasion de son cinquantième anniversaire. Le 1er juillet 2006, à la suite de la radiation du K Beringen Heusden-Zolder SK, il adapte son nom à la demande des autorités communales de Zolder et devient le Koninklijke Voetbalvereniging Heusden-Zolder. Le club ne parvient pas à réitérer sa dernière performance et en 2008, il termine à nouveau en position de barragiste. Cette fois, il s'impose très largement dès le premier tour face à Wevelgem City (9-0) et assure son maintien en Promotion. Après avoir évité la relégation durant deux ans, le club termine avant-dernier en 2010-2011 et est dès lors renvoyé en première provinciale après douze saisons consécutives jouées au niveau national.
Cette relégation marque le début d'une véritable dégringolade pour le club, qui termine en treizième position en « P1 ». Normalement sauvé, le club descend au niveau inférieur à cause des relégations subies par deux équipes limbourgeoises de Promotion, le KSK Tongres et le Herk FC. Cette nouvelle relégation est très mal vécue par le club qui réalise un championnat 2012-2013 parmi les plus calamiteux du pays, toutes divisions et provinces confondues, subissant trente défaites en autant de rencontres, ne marquant que seize buts pour 197 encaissés. Logiquement renvoyé en « P3 », le club ne parvient pas non plus à s'y maintenir et subit une quatrième relégation consécutive pour retomber en quatrième provinciale, le plus bas niveau du football belge, où il évolue toujours en 2015-2016.

## Résultats dans les divisions nationales
Statistisques mises à jour le 3 juillet 2015

### Bilan
| Niv | Divisions     | Jouées | Titres | TM Up | TM Down |
| --- | ------------- | ------ | ------ | ----- | ------- |
| I   | 1re nationale | 0      | 0      |       |         |
| II  | 2e nationale  | 0      | 0      |       |         |
| III | 3e nationale  | 0      | 0      |       |         |
| IV  | 4e nationale  | 12     | 0      |       | 3       |
| V   | 5e nationale  | 0      | 0      |       |         |
|     |               |        |        |       |         |
|     | TOTAUX        | 12     | 0      | 0     | 3       |

- TM Up : test-match pour départager des égalités, ou toutes formes de Barrages ou de Tour final pour une montée éventuelle.
- TM Down : test-match pour départager des égalités, ou toutes formes de Barrages ou de Tour final pour le maintien.

### Classements saison par saison
| Ordre               | Saison  | Nom du club          | Niveau            | Classement final | Remarques    |
| ------------------- | ------- | -------------------- | ----------------- | ---------------- | ------------ |
| 1                   | 99-2000 | Berkenbos VV Heusden | Promotion série C | 5e/16            |              |
| 2                   | 2000-01 | Berkenbos VV Heusden | Promotion série C | 6e/16            |              |
| 3                   | 2001-02 | Berkenbos VV Heusden | Promotion série C | 13e/16           | Barrages     |
| 4                   | 2002-03 | Berkenbos VV Heusden | Promotion série C | 11e/16           |              |
| 5                   | 2003-04 | Berkenbos VV Heusden | Promotion série C | 8e/16            |              |
| 6                   | 2004-05 | Berkenbos VV Heusden | Promotion série C | 12e/16           | Test-match ! |
| 7                   | 2005-06 | Berkenbos VV Heusden | Promotion série C | 4e/16            |              |
| 8                   | 2006-07 | K. VV Heusden-Zolder | Promotion série C | 11e/16           |              |
| 9                   | 2007-08 | K. VV Heusden-Zolder | Promotion série C | 13e/16           | Barrages     |
| 10                  | 2008-09 | K. VV Heusden-Zolder | Promotion série C | 11e/16           |              |
| 11                  | 2009-10 | K. VV Heusden-Zolder | Promotion série C | 12e/16           |              |
| 12                  | 2010-11 | K. VV Heusden-Zolder | Promotion série C | 15e/16           | Relégué!     |
| séries provinciales |         |                      |                   |                  |              |